# Кубок Лугано 1965
Финал 3-го Кубка Лугано — Кубка мира по спортивной ходьбе прошёл 9—10 октября 1965 года в Пескаре (Италия). Мужчины боролись за командный приз, который получала лучшая сборная по итогам заходов на 20 и 50 км.
Три сильнейшие команды предыдущего розыгрыша Кубка получили прямой допуск в финал. Оставшиеся места разыгрывались в предварительном раунде соревнований, который прошёл в различных городах в августе — сентябре 1965 года.
На старт вышли 42 ходока из 7 стран мира.
Каждая команда могла выставить трёх спортсменов в каждый из заходов. В зачёт Кубка Лугано у каждой сборной шли результаты всех участников на обеих дистанциях (очки спортсменам начислялись в зависимости от занятого места).

## Предварительный раунд
Соревнования предварительного раунда прошли в августе — сентябре 1965 года в четырёх городах: западногерманском Франкфурте, швейцарском Ла-Шо-де-Фоне, итальянском Сан-Ремо и восточногерманском Потсдаме. В финал проходила лучшая команда из каждого турнира.
От участия в предварительном раунде были освобождены Великобритания, Венгрия и Швеция. Все эти страны получили прямые путёвки в финал как призёры предыдущего Кубка Лугано.
| Место | Команда | Очки |
| ----- | ------- | ---- |
| 1     | ФРГ     | 28   |
| 2     | Бельгия | 15   |

| Место | Команда   | Очки |
| ----- | --------- | ---- |
| 1     | Франция   | 28   |
| 2     | Швейцария | 16   |

| Место | Команда      | Очки |
| ----- | ------------ | ---- |
| 1     | Италия       | 24   |
| 2     | Чехословакия | 17   |

| Место | Команда  | Очки |
| ----- | -------- | ---- |
| 1     | ГДР      | 30   |
| 2     | Болгария | 11   |

## Расписание
| Дата            | Заход         |
| --------------- | ------------- |
| 9 октября 1965  | 20 км мужчины |
| 10 октября 1965 | 50 км мужчины |

## Медалисты
Сокращения: WR — мировой рекорд | AR — рекорд континента | NR — национальный рекорд | CR — рекорд соревнований
| Дисциплина              | Золото | Золото     | Серебро | Серебро  | Бронза                                                                                       | Бронза  |
| ----------------------- | --- | ---------- | --- | -------- | -------------------------------------------------------------------------------------------- | ------- |
| 20 км                   | Дитер Линднер ГДР                                                                                           | 1:28.10 CR | Антал Кишш Венгрия                                                                                              | 1:29.09  | Герхард Шперлинг ГДР                                                                         | 1:31.30 |
| 50 км                   | Кристоф Хёне ГДР                                                                                            | 4:03.14 CR | Буркхард Лойшке ГДР                                                                                             | 4:06.02  | Абдон Памич Италия                                                                           | 4:06.41 |
| Кубок Лугано (20+50 км) | ГДР · Дитер Линднер · Герхард Шперлинг · Ханс-Йоахим Патус · Кристоф Хёне · Буркхард Лойшке · Курт Заковски | 117 очков  | Великобритания · Питер Фулладжер · Рональд Уоллворк · Малкольм Толли · Дон Томпсон · Рэй Миддлтон · Чарльз Фогг | 87 очков | Венгрия · Антал Кишш · Иштван Дёри · Янош Дальмати · Иштван Хаваши · Бела Динес · Ференц Теш | 64 очка |